# Ghadames
Ghadames eller Ghadamis är en oasstad i Fezzan i södra Libyen, inte långt från gränsen till Algeriet. Den är huvudstad i kommunen med samma namn, och ligger 380 meter över havet.
Staden, vars invånare huvudsakligen är berber, har länge utgjort medelpunkten för en vidsträckt karavanhandel; bland annat gav en sorts getskinn förknippad med orten upphov till begreppet damasker. Här odlas även dadlar.
Staden, av Plinius kallad Cydamus, intogs 19 f.Kr. av romarna under Cornelius Balbus, och var ännu under Alexander Severus (222–235) en romersk besittning. År 696 erövrades staden av araberna. På 1500-talet kom den under Tripolis, och den ockuperades 1924 av Italien.
År 1986 blev gamla staden i Ghadames uppsatt på Unescos världsarvslista och år 2016 upptogs den och fyra andra världsarv i Libyen på listan över hotade världsarv.
Vid staden ligger Ghadames flygplats.